# Манион, Роберт Джеймс
Роберт Джеймс Манион (англ. Robert James Manion; 19 ноября 1881, Пемброк (Онтарио) — 2 июля 1943, Оттава) — канадский политик, врач; лидер Консервативной партии Канады с 1938 по 1940 гг.

## Молодость
Манион, будучи потомком ирландских католиков, изучал медицину в Тринити-колледж (Торонто) в 1904 году. Он продолжил своё обучение в Эдинбурге до 1906 года, после чего вернулся в Форт-Уильям, где его родители жили с 1888 года. Там, с 1913—1914 год работал олдерменом (членом муниципалитета). В 1915 году он поступил в медицинский корпус канадской армии. Во время Первой мировой войны Манион работал военным хирургом; позже вступил в 21 канадский батальон и был награждён Военным крестом за героизм, проявленный в битве при Вими-Ридж.

## Политическая карьера
Манион был избран депутатом в Палату общин от Форт-Уильяма в 1917 году, как член либеральных унионистов. Будучи членом либеральной партии до войны, Манион поддерживал политику консервативного премьер-министра Роберта Бордена по созданию Союзного правительства, созданного после кризиса 1917, связанного с воинской повинностью, и поддерживающего набор на военную службу. После войны Манион перешёл в Консервативную партию и переизбирался как консерватор на каждых всеобщих выборах вплоть до 1935 года, когда он потерял своё место. Новый премьер-министр Артур Мейен назначил его министром департамента гражданского восстановления солдат в 1921 году. В основном в 1920-х годах Манион провёл в оппозиции, за исключением нескольких месяцев в 1926 году, когда он работал министром во время второй администрации Мейена, в том числе и на посту министра почтового ведомства.
После правительственных выборов 1930 года новый премьер-министр от консерваторов Р. Б. Беннетт назначил Маниона министром департамента железных дорог и каналов. Однако экономический кризис Великой депрессии развалил правительство Беннетта и многие, в том числе и Манион, потеряли свои места на выборах 1935 года. Несмотря на это, в июле 1938 года он был избран лидером Консервативной партии. Члены Консервативной партии надеялись, что его католицизм и брак с Ивонн Дезольнье, имеющей франко-канадское происхождение, поможет партии в Квебеке, где консерваторы воспринимались как антифранцузски и антикатолически настроенная партия.
Манен был избран в Палату общин посредством дополнительных выборов в 1938 году в Лондоне. Он выступал против военного призыва после начала Второй мировой войны, несмотря на то, что поддержал проект в 1917 году. При Манионе консервативная партия стала более левой, а сам лидер критиковался за его социалистические идеи, например, призыв к борьбе против безработицы и его желание «привнести больше социальной справедливости для всех наших граждан». Поражение премьер-министра Дюплесси в октябре 1939 года лишило партию доступа в Квебек. Этот факт в сочетании с враждебностью консерваторов Торонто по отношению к нежеланию Маниона вводить воинскую повинность привёл к низким результатам на выборах 1940 года. Манион потерял своё место и подал в отставку в мае этого же года.